# SSV Stötteritz
SSV Stötteritz is een Duitse sportclub uit Stötteritz, een stadsdeel van Leipzig. De club is actief in tafeltennis, volleybal, popgymnastiek, biljart, zwemmen, seniorengymnastiek en voetbal.

## Geschiedenis
De club werd in 1892 opgericht als Turnerbund Stötteritz. De turnclub kreeg in 1911 ook een voetbalafdeling. De club sloot zich niet aan bij de Midden-Duitse voetbalbond maar bij de Arbeiter-Turn- und Sportbund. Samen met Dresdner SV 1910 was de club een van de succesvolste Saksische clubs in de arbeiderscompetitie.
In Stötteritz waren er nog twee voetbalclubs, FC Saxonia en FC Herta. Nog in 1911 fuseerde de club met Saxonia en werd zo Fußballabteilung Saxonia des Arbeiter-Turner-Bundes Stötteritz. Nadat zich later ook Herta bij de club aansloot werd de naam Abteilung Fußball der Arbeiter –Turner-Bundes Stötteritz en later VfL Leipzig Südost.
Begin jaren twintig werd de club drie keer landskampioen na finales gewonnen te hebben tegen BFC Nordiska, BV Kassel 06 en Alemannia 22 Berlin. De naam was nu VfL Leipzig-Stötteritz.
Na de machtsgreep van de NSDAP in 1933 werden alle arbeidersclubs verboden in Duitsland. Na de Tweede Wereldoorlog werd de club heropgericht als SG Stötteritz. De club nam later het BSG-statuut aan en nam verschillende namen aan zoals Stern Südost Leipzig, Mechanik Südost Leipzig en Motor Südost Leipzig. Na een fusie in 1956 werd de naam BSG Motor Stötteritz. De club speelde in de lagere reeksen.
Na de Duitse hereniging werd de huidige naam aangenomen.

## Erelijst
Kampioen Arbeidersbond
1921, 1922, 1923